# Ойген Обергойссер
Ойґен Обергойссер (нім. Eugen Oberhäußer; 20 березня 1889, Мюнхен — 7 липня 1957, Бамберг) — німецький офіцер, генерал-лейтенант вермахту (1 листопада 1942). Кавалер Німецького хреста в сріблі.

## Біографія
1 жовтня 1910 року поступив на службу в Баварську армію. Учасник Першої світової війни, ротмістр. Після демобілізації армії залишений у рейхсвері, проте у вересні 1920 року був звільнений у зв'язку зі скороченням армії до 100 000 осіб і поступив на службу в поліцію. 1 жовтня 1935 року повернувся на службу у вермахт і призначений командиром 44-го дивізіону зв'язку. З 1 жовтня 1939 року — командир частин зв'язку 3-го військового округу. На початку серпня 1939 року призначений командиром полку зв'язку групи армій «B». К кінці серпня полк був розформований і Обергойссера призначили командиром частин зв'язку групи армій «Північ».
Учасник Польської кампанії. В жовтні 1939 року призначений командиром частин зв'язку групи армій «B». Учасник Французької кампанії. В червні 1941 року призначений командиром частин зв'язку групи армій «Центр». учасник боїв на радянсько-німецькому фронті. З 1 жовтня 1943 року — вищий керівник частин зв'язку при військовому командуванні Франції. З 1 жовтня 1944 по 31 березня 1945 року — вищий керівник частин зв'язку при верховному головнокомандувачі на Заході, після чого не одержав жодних командних посад.
В середині квітня 1945 року взятий у полон союзниками. Виступив свідком на Нюрнберзькому процесі, дав свідчення щодо Катинської трагедії. В червня 1947 року звільнений.

## Нагороди
- Медаль принца-регента Луїтпольда (Королівство Баварія)
- Залізний хрест 2-го класу (жовтень 1914)
- Орден «За заслуги» (Баварія) 4-го класу (1 березня 1915)
- Залізний хрест 1-го класу (1 травня 1918)
- Почесний хрест ветерана війни з мечами (1 жовтня 1934)
- Медаль «За вислугу років у Вермахті» 4-го, 3-го, 2-го і 1-го класу (25 років) (2 жовтня 1936) — отримав 4 нагороди одночасно.
- Застібка до Залізного хреста 2-го і 1-го класу
- Хрест Воєнних заслуг 2-го і 1-го класу з мечами
- Медаль «За зимову кампанію на Сході 1941/42»
- Німецький хрест в сріблі (3 грудня 1942) — як генерал-майор і вищий керівник частин зв'язку групи армій «Центр».